# The First Time Ever I Saw Your Face
"The First Time Ever I Saw Your Face" (Lần đầu tiên tôi nhìn thấy khuôn mặt của bạn) là bài hát dân ca năm 1957 được viết bởi ca sĩ / nhạc sĩ chính trị Anh Ewan MacColl cho Peggy Seeger, người sau này đã trở thành vợ của ông, để hát. Vào thời điểm đó, cặp đôi này là người yêu của nhau, mặc dù MacColl đã kết hôn với người khác. Seeger hát bài hát khi bộ đôi biểu diễn trong các câu lạc bộ dân ca quanh nước Anh. Trong những năm 1960, nó đã được thu âm bởi các ca sĩ dân ca khác nhau và đã trở thành một hit quốc tế lớn cho Roberta Flack năm 1972, giành giải Grammy cho đĩa nhạc và bài hát trong năm. Billboard xếp hạng nó như bài hát số 1 của năm cho năm 1972.

## Lịch sử
Có hai phiên bản khác nhau về nguồn gốc của bài hát. MacColl nói rằng ông đã viết bài hát cho Seeger sau khi cô yêu cầu ông viết một bài hát cho một vở kịch cô đang tham dự. Ông đã viết bài hát và dạy nó cho Seeger qua điện thoại. Seeger nói rằng, MacColl, người mà cô đã bắt đầu có một mối quan hệ tình cảm vào năm 1957, đã từng gửi băng của cô để lắng nghe trong khi họ xa nhau và bài hát này nằm trong số đó.
Ca khúc đã bước vào dòng chính nhạc pop khi nó được phát hành bởi Kingston Trio trong album hit New Frontier năm 1962 của họ và trong những năm tiếp theo của các nhóm nhạc pop khác như Peter, Paul và Mary, The Brothers Four, và Chad Mitchell Trio, và bởi Gordon Lightfoot trong album đầu tiên năm 1966 Lightfoot!
MacColl không hề giấu giếm sự thật là anh ta không thích tất cả các phiên bản của bài hát. Con dâu của ông đã viết: "Ông ghét tất cả chúng, ông có một bộ phận đặc biệt trong bộ sưu tập thu âm của mình với cái tên "The Chamber of Horrors" (phòng kinh dị). Ông nói rằng phiên bản Elvis giống như Romeo đứng ở dưới đáy của BT Tower hát cho Juliet, còn những phiên bản khác, ông nghĩ, là những trò đùa: đánh bằng dùi cui, có vẻ như đóng kịch và thiếu vẻ thanh nhã." 

## Phiên bản Roberta Flack
Bài hát được phổ biến rộng rãi bởi Roberta Flack vào năm 1972 trong một phiên bản đã trở thành một hit làm cho ca sĩ này trở nên nổi tiếng. Bài hát xuất hiện lần đầu tiên trong album đầu tiên của Flack năm 1969 First Take. Sự biểu hiện của cô chậm hơn nhiều so với bản gốc, một thu âm đầu tiên của Seeger kéo dài hai phút rưỡi trong khi của Flack dài hơn gấp hai lần.
Phiên bản diễn xuất chậm hơn và gợi cảm hơn của Flack đã được Clint Eastwood sử dụng trong bộ phim mà lần đầu tiên ông làm dạo diễn, Play Misty for Me, trong một cảnh yêu đương. Với sự tiếp xúc mới, Atlantic Records rút ngắn bài hát xuống còn bốn phút và phát hành nó lên đài phát thanh. Nó đã trở thành một single thành công ở Hoa Kỳ, nơi nó đứng ở vị trí số 1 trên bảng xếp hạng Billboard Hot 100 và bảng xếp hạng easy listening vào tháng 4 năm 1972 trong 6 tuần liên tiếp trong mỗi bảng. Nó đứng ở vị trí 14 trên bảng xếp hạng UK Singles Chart. Ở Canada, nó là No.1 trong ba tuần trong các bảng xếp hạng tạp chí RPM.